# Majůvka (škola)
Bývalá škola čp. 2 je pozdně barokní stavba ve středu osady Majůvka v okrese Bruntál. Budova byla zapsána do Ústředního seznamu kulturních památek ČR.

## Historie
V roce 1848 se obec Majůvka stala samostatnou obcí ve šternberském panství okresu Dvorce. V roce 1853 byla založena obecná škola. Na konci 18. století byla postavena barokní budova školy. Po druhé světové válce bylo krátce sídlem místního národního výboru.

## Popis
Škola je barokní volně stojící zděná přízemní budova zakončena mansardovou střechou krytou břidlicí. Na střeše (střední část) je umístěná polygonální zvonička s protáhlou helmou. Hladké fasády jsou členěny v průčelí čtyřmi okny, na štítových stranách třemi okny. Horní část má profilovanou hlavní římsu. V hladkých štítech jsou dvě okna, nad štítem půlvalbová střecha.
V interiéru se dochovala původní dispozice. Středová chodba zaklenutá třemi plackami. Místnosti plochostropé trámové.